# بيغي هسو
بيغي هسو قالب:Lang-zh-tw هي مغنية وملحنة ومغنية مؤلفة صينية، ولدت في 2 فبراير 1981.

## وصلات خارجية
- الموقع الرسمي
- بيغي هسو على موقع ميوزك برينز (الإنجليزية)